# Stuart Craig
Norman Stuart Craig OBE (14 de abril de 1942) é um diretor de arte britânico.
Ele também desenhou cenários, juntamente com sua frequente colaboradora Stephenie McMillan, em todas as séries dos filmes Harry Potter até o momento. A pedido da autora J.K. Rowling, ele trabalhou com a equipe da Universal Creative para projetar o parque temático da série no Universal Islands of Adventure. Rowling disse em uma entrevista em dezembro que "O importante para mim foi que, se não era para ser um parque temático, que Stuart Craig ... estaria envolvido... Mais que envolvido, que ele iria projetar tudo isso porque eu amo o visual dos filmes."
Ele foi indicado ao Óscar nove vezes e ganhou três vezes: em 1982 por Gandhi, em 1988 para Dangerous Liaisons, e em 1996 para The English Patient. Ele foi nomeado para um BAFTA Award doze vezes, inclusive para os seis primeiros filmes de Harry Potter, e ganhou duas vezes: em 1980 por The Elephant Man e em 2005 para Harry Potter and the Goblet of Fire.
Stuart Craig foi nomeado para um BAFTA por seis filmes consecutivos em uma fileira. Para os seis consecutivos primeiros filmes de Harry Potter.
Por seu trabalho em The English Patient, Harry Potter and the Philosopher's Stone, Harry Potter and the Order of the Phoenix, Harry Potter and the Half-Blood Prince e Harry Potter and the Deathly Hallows – Part 1, Craig foi indicado ao Art Directors Guild Award. O Guild também homenageou Craig com um Lifetime Achievement Award na cerimónia de premiação em 16 de fevereiro de 2008.